# Almaty Womens 2012
L'Almaty Womens 2012 è stato un torneo di tennis facente parte della categoria ITF Women's Circuit nell'ambito dell'ITF Women's Circuit 2012. Il torneo si è giocato a Almaty in Kazakistan dal 19 al 25 marzo 2012 su campi in cemento e aveva un montepremi di $25,000.

## Vincitori

### Singolare
Anastasіja Vasyl'jeva  ha battuto in finale  Michaela Hončová con il punteggio di 6–4, 6–1

### Doppio
Oksana Kalašnikova /  Evgenija Paškova hanno battuto in finale  Albina Khabibulina /  Ilona Kramen' con il punteggio di 6–1, 7–5